# Agnes von Bar
Agnes von Bar (* um 1177; † 19. Juni 1226) war eine Herzogin von Lothringen.
Agnes war die Tochter des seit 1190 als Graf von Bar herrschenden Theobald I. und seiner ersten Gattin Lauretta von Looz, einer Tochter des Grafen Ludwig I. von Looz und Rieneck. 1189 heiratete Agnes den späteren Herzog Friedrich II. von Lothringen. Sie war Herrin von Amance, Longwy und Stenay.
Von ihrem Gatten bekam Agnes möglicherweise einen jung verstorbenen Sohn namens Theobald, jedenfalls aber folgende sechs Kinder:
- Theobald I. (* um 1191; † 17. Februar oder 24. März 1220), Herzog von Lothringen; ⚭ um 1215 Gertrud († 1225), Tochter des Grafen Albrecht II. von Dagsburg
- Matthäus II. (* um 1193; † 9. oder 11. Februar 1251), Herzog von Lothringen; ⚭ Katharina von Limburg († 1255), Tochter von Herzog Walram IV. und Ermesinde II., Gräfin von Luxemburg
- Jakob († 24. Oktober 1260), 1239–60 Bischof von Metz
- Reinald († Ende 1274), Herr von Stenay und Bitsch, Graf von Blieskastel; ⚭ Elisabeth Gräfin von Blieskastel († 1273), Tochter von Graf Heinrich
- Laurette († nach dem 30. September 1226); ⚭ Simon III., Graf von Saarbrücken († vor 1240)
- Alix († 1242), ⚭ Werner I. Graf von Kyburg († 1228)

Der Zisterziensermönch Alberich von Trois-Fontaines verzeichnet in seiner Weltchronik den Tod von Agnes unter dem Jahr 1226, womit sie ihren Gatten um 13 Jahre überlebte. Ebenfalls 1226 hatte sie ihr Testament verfasst. Sie wurde im Kloster Beaupré beigesetzt.